# Лялин, Серафим Николаевич
Серафим Николаевич Лялин (23 июня [6 июля] 1908 или 1908, Тула — 21 февраля 1976, Москва) — советский государственный и партийный деятель, руководитель советских органов государственной безопасности, генерал-лейтенант.

## Биография
Родился 23 июня (6 июля) 1908 года в городе Туле. В 1927 году окончил школу фабрично-заводского ученичества при Тульском патронном заводе № 10, после чего работал токарем, техником-рационализатором на этом же заводе. В 1931 году окончил курсы рационализаторов в Москве, в 1937 году — Ленинградский военно-механический институт. С февраля 1938 года работал заместителем начальника, начальником цеха Тульского завода № 187, с августа 1939 года - парторгом ЦК ВКП(б) и секретарём парткома Тульского завода № 176, с сентября 1941 г. - его директором. С октября 1941 года руководил заводом № 257, располагавшимся в городе Орске, но уже в мае 1942 года был возвращён на завод № 176 в качестве директора.
С января 1945 года работал на партийных должностях в качестве третьего секретаря, второго секретаря Тульского обкома ВКП(б).
23 августа 1951 года он был переведён на службу в органы государственной безопасности СССР, занимал должность заместителя начальника 2-го Главного управления Министерства государственной безопасности СССР. 30 августа 1952 года был назначен заместителем министра государственной безопасности СССР. В марте 1953 года он был переведён в Горьковскую область на должность заместителя начальника Управления МВД области. В июле того же года был направлен в Польскую Народную Республику в качестве старшего советника МВД (впоследствии КГБ) СССР при Министерстве общественной безопасности ПНР.
В сентябре 1954 года вернулся в Москву. Долгое время работал в центральном аппарате Комитета государственной безопасности при Совете министров СССР, занимал должности заместителя начальника 2-го Главного управления КГБ, заместителя председателя КГБ, начальника Оперативно-технического управления КГБ, члена Коллегии КГБ, начальника 8-го Главного управления КГБ.
В октябре 1967 — январе 1971 годов возглавлял Управление КГБ СССР по Москве и Московской области. В январе 1971 года Лялин был направлен в Германскую Демократическую Республику, где возглавил Управление особых отделов КГБ Группы советских войск в Германии.
В августе 1973 года в звании генерал-лейтенанта вышел на пенсию. Умер 21 февраля 1976 года в Москве.

## Награды
- два ордена Ленина,
- орден Октябрьской Революции,
- орден Красной Звезды
- орден «Знак Почёта»,
- ордена и медали и иностранных государств[2].